# Еліза Мак-Кардл-Джонсон
Еліза Мак-Кардл, у шлюбі Мак-Кардл-Джонсон (4 жовтня 1810 — 15 січня 1876)  — перша леді США з 1865 по 1869 рік. У 1865  Друг леді США (у шлюбі з Ендрю Джонсоном, 17-м президентом США).

## Життєпис
Народилася в Телфорді, штат Теннессі, єдиною дитиною шевця Джона Маккардла і Сари Філліпс. Її батько помер, коли Еліза була ще підліткою, в 1825 році. Її виховувала мати в Гріневіллі, штат Теннессі. Відвідувала Академію Реї. 
У вересні 1826 року познайомилася з Ендрю Джонсоном. 17 травня 1827 року 16-річна Еліза вступила в шлюб з 18-річним Ендрю в будинку своєї матері в Грінвіллі. На весіллі головував Мордехай Лінкольн, далекий родич Авраама Лінкольна. Еліза Джонсон вступила в шлюб у молодшому віці, ніж будь-яка інша перша леді. 
Хворіла на туберкульоз. Через погане здоров’я не змогла довго працювати першою леді. Більшість часу залишалася у своїй спальні в Білому домі з 1865 по 1869 рік. Через хворобу померла через 7 років, 15 січня 1876 року, у віці 65 років.
У шлюбі народила трьох синів і двох дочок (всіх у Гріневіллі):
- Марта Джонсон (1828–1901), одружилася з Девідом Т. Паттерсоном, який після громадянської війни був сенатором США від штату Теннессі. Була офіційною господинею Білого дому замість своєї матері. Паттерсони утримували ферму за межами Гріневілля. Померла у віці 72 років.
- Чарльз Джонсон (1830–1863), лікар, фармацевт. На початку Громадянської війни залишився вірним Союзу. Набираючи хлопців Теннессі до армії Союзу, він став об’єктом інтенсивного полювання Конфедерації. Він приєднався до піхоти Союзу Середнього Теннессі як помічник хірурга; його скинули з коня і вбили у віці 33 років.
- Мері Джонсон (1832–1883), у шлюбі з Деном Стовером, який під час громадянської війни служив полковником Четвертої піхоти Союзу Теннессі. Стоверси жили на фермі в окрузі Картер, штат Теннессі. Овдовівши в 1864 році, одружилася з WR Брауном.  Померла у віці 50 років.
- Роберт Джонсон (1834–1869) – юрист і політик. Деякий час він працював у законодавчому органі штату Теннессі. Під час громадянської війни він був призначений полковником Першої кавалерії Союзу Теннессі. Під час перебування на посаді президента він був особистим секретарем свого батька. Він став алкоголіком і покінчив життя самогубством у віці 35 років.
- Ендрю Джонсон-молодший (1852–1879) – журналіст. Він заснував тижневик Greeneville Intelligencer, але через три роки він зазнав невдачі. Невдовзі він помер у віці 26 років.

## Перша леді США
На момент раннього шлюбу 16-річна Еліз Мак-Кардл була освіченою краще за Джонсона, який ледве навчився читати й писати, бо ніколи не відвідував школу. Еліза МакКардл-Джонсон навчила майбутнього президента рахувати і писати: вона терпляче вчила його, поки він працював у своїй кравецькій майстерні, часто читала йому вголос.
Вона підтримувала чоловіка в його політичній кар'єрі, але намагалася уникати публічних виступів. Під час Громадянської війни в США влада Конфедерації наказала їй евакуюватися з дому в Гріневіллі; вона знайшла притулок в Нешвіллі, штат Теннессі.
Через кілька місяців після того, як її чоловік став президентом, Мак-Кардл-Джонсон приєдналася до нього в Білому домі, але не змогла служити першою леді через туберкульоз. Там вона залишилася у своїй спальні, залишивши соціальні справи своїй дочці Марті Джонсон Паттерсон. Пані Джонсон з’являлася публічно як перша леді лише два рази — на прийомі у королеви Емми Королівства Гаваї 14 серпня 1866 року   і на вечірці з нагоди 59-річчя президента 29 грудня 1867 року.

## Зовнішні посилання
- Еліза Мак-Кардл-Джонсон на сайті Find a Grave (англ.)  фільмі «
- Еліза Джонсон [Архівовано 7 січня 2022 у Wayback Machine.] у фільмі «Історія американських жінок»
- Веб-сайт Білого дому [Архівовано 17 квітня 2022 у Wayback Machine.]
- Національна бібліотека перших леді [Архівовано 25 квітня 2012 у WebCite]
- Еліза Джонсон [Архівовано 6 січня 2022 у Wayback Machine.] на C-SPAN Перші леді: вплив та імідж